# Die Flüsse von London
Die Flüsse von London (auf Englisch Rivers of London) ist der erste Roman der gleichnamigen Reihe des britischen Autors Ben Aaronovitch. Der Roman handelt von Constable Peter Grant von der Metropolitan Police in London, der gemeinsam mit seinem Vorgesetzten, dem Zauberer Nightingale, Verbrechen von Geistern, Vampiren und anderen übernatürlichen Wesen löst. In Die Flüsse von London gelingt es Peter Grant, eine Serie von Morden aufzuklären, die von Menschen begangen wurden, die von einem Geist besessen sind. Der Roman erschien am 10. Januar 2011 auf Englisch und am 1. Januar 2012 beim dtv auf Deutsch. Das Buch wurde von Kritikern vorwiegend positiv aufgenommen. Dem Autor wurde der New Writer of the Year-Award verliehen.

## Handlung
Als der junge Constable Peter Grant zum Abschluss seiner zweijährigen Ausbildung erfährt, dass ihm ein reiner Bürojob zugewiesen wird, ist er am Boden zerstört. Sein Traum ist es, in London für Recht und Ordnung zu sorgen und Verbrechen aufzuklären.
Als Peter bei der Sicherung eines Mordschauplatzes den einzigen Zeugen vernimmt, Mr. Nicholas Wallpenny, erschüttert es ihn nicht sehr, dass sein Zeuge ein Geist ist. Kurz darauf kreuzt sein Pfad den des geheimnisvollen Detective Chief Inspectors Thomas Nightingale, des zuständigen Detectives für spezielle Fälle. Überraschend wird Peter ihm zugeteilt und erfährt schnell, dass London ganz anders ist, als er bislang dachte. Nicht nur, dass Nightingale ein Magier in Diensten der Krone ist, der übernatürliche Verbrechen von Vampiren, Geistern, Nymphen, Flussgöttern und anderen Wesen aufklärt, er ist auch über hundert Jahre alt. Peter wird sein Lehrling und erlernt bald seine ersten Zaubersprüche.
Die braucht er auch, denn bald darauf ermitteln er und Nightingale in einer schrecklichen Mordserie. Die Täter stehen allesamt unter dem magischen Einfluss eines Unbekannten, der scheinbar wahllos seine Opfer auswählt und sie fürchterliche Verbrechen begehen lässt. Außerdem muss Peter im Konflikt zweier rivalisierender Flussgötter, Vater Themse und Mutter Themse, vermitteln und sich der sirenenhaften Wirkung ihrer Töchter entziehen. Bald macht sich Peter nicht nur die Flussgöttin Tyburn zum Feind, sondern macht auch eine bahnbrechende Entdeckung: Anscheinend folgt die Mordserie einem alten Theaterstück, The Tragical Comedy of Punch and Judy, und der Mörder ist der Geist eines ermordeten Schauspielers, Henry Pyke. Ein Verhaftungsversuch von Henry Pyke geht jedoch schief, weil der Geist ihre Pläne schon durchschaut hat, dabei wird Nightingale angeschossen. Peter muss allein weiter ermitteln. 
Peter erzielt einen Durchbruch bei den Ermittlungen, als ihm aufgeht, dass Henry Pyke seiner geplanten Verhaftung nur entgehen und Nightingale angeschossen werden konnte, weil der Geist von Henry Pyke Kontrolle über einen Insider bei der Polizei hat: Der Geist muss seine Kollegin Lesley May kontrollieren, die als eine der wenigen Personen Einsicht in ihre Pläne zur Verfolgung des Mörders hat. Peter versucht Lesley zu finden und sie der Kontrolle des Geistes zu entziehen, aber er kommt zu spät. Lesley gelingt es unter dem Einfluss des Geistes von Henry Pyke, zuerst das Publikum im Royal Opera House aufzuwiegeln, dann das ganze Stadtviertel. Es brechen Unruhen aus, die die Polizei nur unter großen Mühen wieder unter Kontrolle bringt.
Peter greift in dieser Situation zum letzten Mittel, um den Geist von Henry Pyke dingfest zu machen: Er bittet Molly, die Haushälterin von Nightingale und eine Fae, ihn durch einen Biss in die Vergangenheit zu versetzen. Peter geht zurück zu dem Zeitpunkt der Ermordung Henry Pykes, nur um zu erkennen, dass der angebliche Zeuge, Nicholas Wallpenny, eigentlich Henry Pyke ist. Außerdem bemerkt Peter, dass auch Henry bereits von einem Geist besessen ist, von Mr. Punch, dem Geist von Rebellion und Aufruhr. Peter folgt dem Geist von Mr. Punch weiter durch die Vergangenheit Londons bis zur Römer- und Keltenzeit. Dort gelingt es ihm, Mr. Punch zu fassen und ihn durch einen keltischen Druiden töten zu lassen. Damit ist Mr. Punch, der Geist von Rebellion und Aufruhr, zwar vernichtet, aber Leslie ist immer noch vom Geist von Henry Pyke besessen. Peter schafft es, Leslie aufzuspüren und den Geist von Henry Pyke zu überreden, Leslies Gehirn zu verlassen. Leslie muss allerdings verletzt ins Krankenhaus, denn Henry Pyke hat sie schon so sehr besessen, dass ihr Gesicht dabei zum größten Teil zerstört wurde.
Parallel zur Lösung des Falls gelingt es Peter auch, Frieden zwischen Mutter und Vater Themse zu stiften: Der Flussgott und die Flussgöttin tauschen Geiseln aus. Ash, ein „Sohn“ von Vater Themse und Gott des Flusses Ash in Surrey geht zur Familie von Mutter Themse, während Beverley Brook, „Tochter“ von Mutter Themse, im Gegenzug von der Familie von Vater Themse aufgenommen wird.

## Personen

### Polizisten
- Police Constable Peter Grant; ein Polizeibeamter des Metropolitan Police Service, der, nachdem er seine zweijährige Ausbildung abgeschlossen hat, einen reinen Bürojob bekommen soll.
- Police Constable Lesley May; eine Polizeibeamtin des Metropolitan Police Service, Kollegin und Freundin von Peter, der nach ihrer Ausbildung eine steile Karriere verheißen wird.
- Detective Chief Inspector Thomas Nightingale; Chef des Follys und der letzte offiziell gemeldete Zauberer Englands.
- Inspector Neblett; Peter und Lesleys Chef und Schichtleiter bei der Charing Cross Polizei-Station.
- Detective Chief Inspector Alexander Seawoll; ein Senior Investigation Officer vom „Murder Investigation Team“ der den Mord an William Skirmish untersuchen soll.
- Detective Sergeant Miriam Stephanopoulos; die engste Mitarbeiterin von DCI Seawoll.

### Flussgötter
- Vater Themse; auch „Der alte Mann des Flusses“ Gott für das flussaufwärts gelegene Gebiet der Themse (von der Quelle bis zur Teddington-Schleuse).
- Oxley; ein „Sohn“ von Vater Themse und sein Chefunterhändler; Gottheit des gleichnamigen (fiktiven) Flusses (bezieht sich vermutlich auf den Fluss Ock in Oxfordshire).
- Anna Maria de Burgh Coppinger; auch Isis, Ehefrau von Oxley.
- Ash; ein „Sohn“ von Vater Themse und Gott des Flusses Ash in Surrey.
- Mama Themse; Göttin für das flussabwärts gelegene Gebiet der Themse (von der Teddington-Schleuse bis zur Mündung ins Meer).
- Beverley Brook; eine „Tochter“ von Mama Themse und Göttin des gleichnamigen Wasserlaufs im Süden Londons.
- Cecilia Tyburn Thames; auch Lady Ty, eine „Tochter“ von Mama Themse und Gottheit des Flusses Tyburn.
- Fleet; eine „Tochter“ von Mama Themse und Gottheit des Flusses Fleet.
- Lea; die älteste „Tochter“ von Mama Themse und Göttin des Flusses Lea. Sie ist älter als Mama Themse, hat jedoch als Nebenfluss deren Autorität anerkannt.
- Brent; eine weitere, kindliche „Tochter“ von Mama Themse und Göttin des Flusses Brent.

### Weitere Mitarbeiter und Verbündete des Folly
- Molly; die Haushälterin im Folly (eine „Fae“).
- Dr. Abdul Haqq Walid; ein weltweit renommierter Gastroenterologe und Kryptopathologe, der eng mit dem Folly zusammenarbeitet.
- Frank Caffrey; Mitarbeiter der London Fire Brigade und Fallschirmjäger der Reserve; enger Verbündeter des Follys.

### Sonstige
- Augusta Coopertown; Dänische Auswanderin aus Hampstead.
- Brandon Coopertown; ihr Ehemann.
- Isaac Newton; der Gründer des Follys.
- Richard Grant; Peters Vater, Jazztrompeter mit dem Beinamen „Lord“.
- Deputy Assistant Commissioner Richard Folsom; ein hochrangiger Verbündeter von Lady Ty.

## Hintergrund
Der Roman bezieht sich vielfach auf den historischen und mythologischen Hintergrund von London und dem Themse-Tal.
Einige der Charaktere sind stark mit der Themse und ihren Nebenflüssen verbunden. Prominenteste nach der Themse selbst sind Beverley Brook, Lady Ty, Oxley und Lea. Weiterhin werden Effra, Ash, Brent und Crane erwähnt.

## Rezeption
Der Roman wurde von Kritikern meist gelobt, insbesondere die ungewöhnliche Kombination von Fantasy- mit Kriminal-Elementen, der Humor und der atemberaubende, spannende Plot. So schreibt Joshua S. Hill in Fantasy Review, dass Die Flüsse von London eine Pflichtlektüre für alle sein sollte, die gute Fantasy, gutes Schreiben oder gute Charaktere mögen. Die Presse vom 22. Januar 2012 lobt den Humor und die spannende Handlung des Buches.  Die Westdeutsche Zeitung schreibt am 31. Januar 2012, dass Die Flüsse von London eine gelungene Mischung aus Fantasyroman und Krimi sei und lobt ebenfalls den Humor. TV Spielfilm vergleicht in seiner Ausgabe 03/2012 ebenso wie die Zeitschrift Brigitte vom 30. Mai 2012 Die Flüsse von London mit Harry Potter.
Kritische Stimmen wie Matt Brown in The Londonist bemängeln die teils unglaubwürdige Akzeptanz von Geistern und Übernatürlichem durch die Hauptcharaktere und das Fehlen von tiefen Emotionen.
Das Buch ist international erfolgreich und wurde unter anderem vom Englischen ins Französische, Deutsche, Italienische, Spanische, Portugiesische, Polnische, Ungarische, Japanische und Tschechische übersetzt.

## Ausgaben
- Ben Aaronovitch: Rivers of London. Gollancz, London 2011, ISBN 978-0-575-09758-2.
  - deutsch: Die Flüsse von London. 6. Aufl. Dtv, München 2012, ISBN 978-3-423-21341-7 (übersetzt von Karlheinz Dürr).
  - Hörbuch: Die Flüsse von London. Verlag Jumbo Neue Medien, Hamburg 2012, ISBN 978-3-8337-3001-6 (3 CDs, gesprochen von Dietmar Wunder)